# Nie wieder
A "Nie wieder" (magyarul Soha Többször) Bushido második kislemeze a második albumáról, az Electro Ghetto-ról.

## Története
Bushido ebben a dalban az ő múltjáról énekel, amikor még gyerek volt, majd tinédzser. Nem látogatta naponta az iskolát, mert nem volt hozzá kedve. Ő rapper, egy rapsztár akart lenni. A dalszöveg utolsó részében olvashatjuk "sztárrá való felemelkedését".
A dal 2004-ben az ötvennegyedik helyet szerezte meg a német slágerlistán.